# 방동민
방동민(1977년 1월 20일 ~ )은 전 KBO 리그 KIA 타이거즈의 투수였다.

## LG 트윈스시절
1995년에 LG 트윈스에 입단하였다.

## KIA 타이거즈시절
좌완투수 보강을 위해 2002년 7월 31일에 내야수였던 김상현을 상대로 KIA 타이거즈에 트레이드되었으나 이적한지 15일도 안 돼  팔꿈치 인대가 찢어지는 부상을 당하여 이 해에는 LG 포함해 6경기 밖에 출전하지 못했으며 불안한 제구력 탓인지 이렇다할 활약을 보이지 못하여 2006년 시즌 후 은퇴했다.

## 출신 학교
- 충암고등학교